# Vermeerkwartier (Amersfoort)
Vermeerkwartier (vroeger Dorrestein) is een woonwijk in de stad Amersfoort in de Nederlandse provincie Utrecht. De wijk kende in 2004 ongeveer 6154 inwoners en 2809 woningen. Samen met het Leusderkwartier vormt het de hoofdwijk Vermeer- en Leusderkwartier.
Het Vermeerkwartier ligt aan het Park Randenbroek.
De wijk ligt op de plaats waar vroeger onder meer een prominente hoeve lag, genaamd Hoeve Dorrestein. Deze werd al in 1569 genoemd. Aan het eind van de negentiende eeuw kwam in het dan nog vrij open gebied waar vooral dan boerderijen en een molen stonden, meer bewoning en zo ontstond er langzaam een aantal buurten. De grootste werd begin van de twintigste eeuw de De Luiaard genoemd, naar de in 1914 afgebroken blekerij. In de jaren 20 en 30 volgde een grote uitbreiding van de bewoning. Met name het Park Randenbroek, de Gasthuislaan, de Bisschopsweg en de Woestijgerweg, wat deels nu buiten de huidige wijk ligt. De straten die erbij kwamen, werden vernoemd naar Nederlandse schilders.
De ontstane wijk werd de Vermeerkwartier genoemd. In de jaren 30 tot begin '40 was aan de andere kant van de Gasthuislaan alleen de kleine buurt Snoeckgensheuvel gebouwd (eerst Snoeckheuvel genoemd). Na de Tweede Wereldoorlog begon men daar verder te bouwen. De bewoning kwam daardoor bij de boerderijhoeve Dorrestein en dus besloot men in 1960 de naam om te dopen naar die boerderij. De naam Vermeerkwartier werd verwerkt in een sportpark. In de jaren 90 pleitte de Club van 100 voetbalclub C.J.V.V., die op het sportpark gevestigd was voor de naamsverandering. Uiteindelijk ging de gemeente overstag en in 2003 werd de wijk weer hernoemd naar Vermeerkwartier. De discussie over de wijknaam leeft echter nog altijd.